# 董孝谊
董孝谊（1927年12月14日－），英语：Tung Hsiao-i，中華民國海军、交通要人，曾任中华民国交通部常务次长、台湾桃园国际机场首任主任。浙江鄞县人。

## 生平事迹
1927年12月14日出生，另说1928年出生。浙江鄞县人。
早年毕业于中国海军军官学校航轮科。后派赴美国留学学习海军，毕业于美国航空后勤学校（英语：US Army Aviation Logistics School，缩写：USAALS）。曾在美国夏威夷大学研究院研读运输管理。
1952年，被派往美国学习海军，学习水雷作战和港湾防御。返回台湾后，历任中华民国海军布雷队长、舰长、战队长。
1964年，调入海军总部和国防部工作。1969年，出任台湾驻美国檀香山联络官。1971年8月7日，曾与吴祖禹在美国珍珠港接待董浩云的“海上大学”轮船。
1972年，由军职外调，出任台北国际航空站副主任。1978年，出任台湾桃园国际机场筹备处处长。1979年，继任中正国际航空站（后为中正国际機場，今台湾桃园国际机场）首任主任。
1982年，获选“国际航空站经营者太平洋区年会”主席，为华人首次担任国际航空机构要职。
1983年，入交通部，出任交通部航政司长。1988年2月，出任交通部常务次长。1992年12月，出任行政院南海小组成员。1993年，赴越南河内谈判复航。

## 家庭
- 董是何應欽的姪女婿

## 著作
- 《土耳其海军在成长中》 · 董孝谊 · 海校校刊 · 1948年第1卷第10期
- 《中正国际机场经营》